# Luis Federico Leloir
Luis Federico Leloir ForMemRS (født 6. september 1906, død 2. december 1987) var en argentinsk fysiker og biokemiker, der modtog nobelprisen i kemi i 1970. Selvom han blev født i Frankrig fik han det meste af sin uddannelse på Universidad de Buenos Aires og blev direktør for den private forskningsgruppe Fundación Instituto Campomar frem til sin død i 1987. Hans laboratorier var ofte plaget af mangel på finansiel støtte, men hans forskning i sukkernukleotider, kulhydratmetabolisme og nyre Hypertension fik stor international interesse og ledte til bedre forståelse, diagnosering og behandling af galaktosæmi. Luis Leloir blev begravet på Cementerio de La Recoleta, Buenos Aires.